# Newport Center

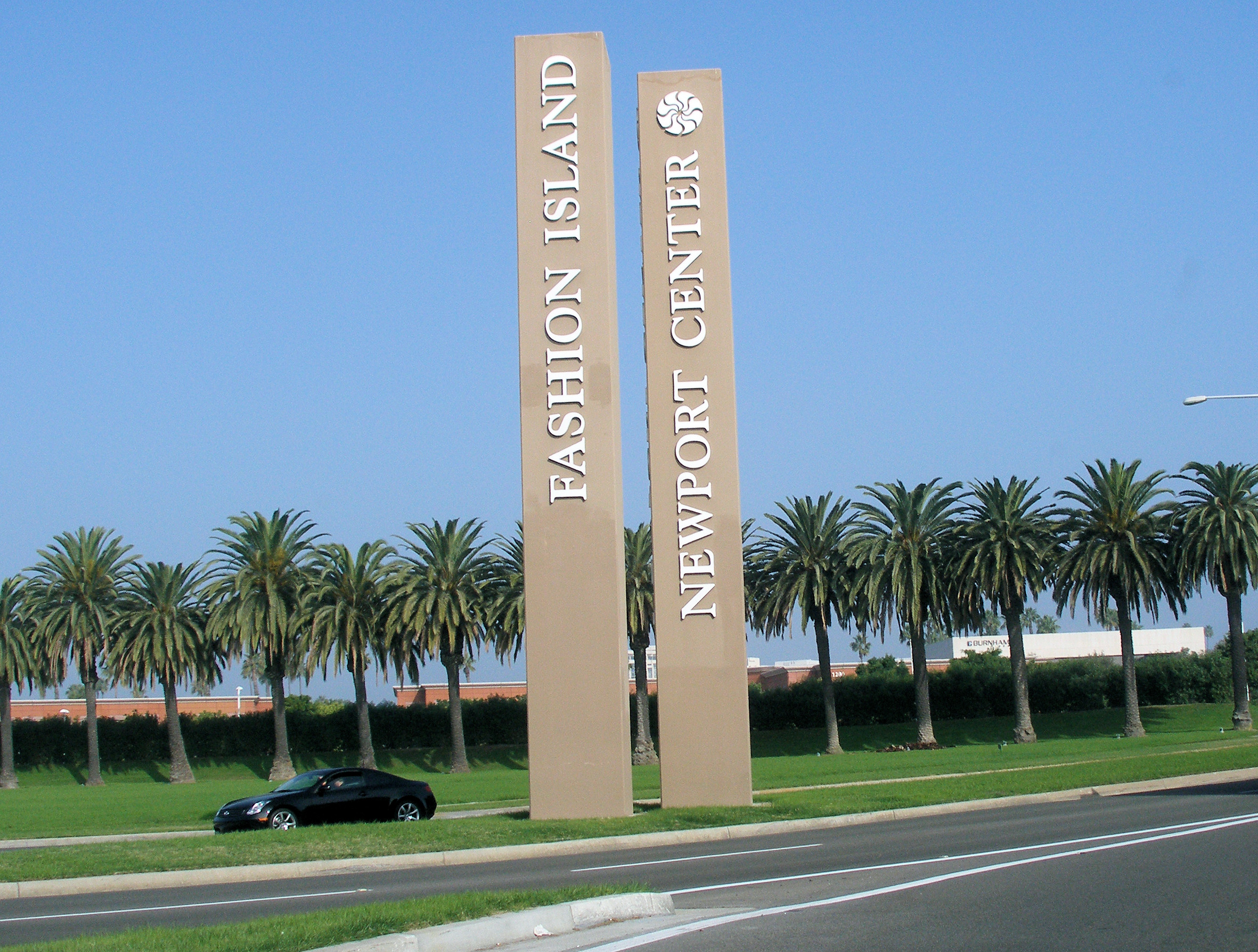
Zufahrt zum Newport Center

Das Newport Center ist ein Geschäfts-, Einkaufs- und Unterhaltungsviertel in Newport Beach im US-Bundesstaat Kalifornien. Es erstreckt sich auf einem Hügel oberhalb des Hafens, von dem aus man den Pazifischen Ozean überblicken kann. Um das Gelände herum liegt der Stadtteil Corona del Mar, im Westen grenzt der Newport Beach Country Club an das Areal. Die Hauptzufahrt befindet sich an der California State Route 1 (Pacific Coast Highway), die am südlichen Rand des Newport Centers verläuft.
Viele der größten Unternehmen der Stadt haben sich hier angesiedelt. Dazu gehören unter anderem die Kapitalanlagegesellschaft PIMCO, das Lebensversicherungs- und Finanzdienstleistungsunternehmens Pacific Life, der Bauträger Irvine Company und die Software-Firma Day Software.
Den Mittelpunkt des Newport Centers bildet das Fashion Island, das vom Newport Center Drive kreisförmig umschlossen wird. Das riesige Einkaufszentrum beherbergt zahlreiche Geschäfte und Kaufhäuser. Am San Clemente Drive lockt das Orange County Museum of Art (OCMA) Freunde der zeitgenössischen und modernen Kunst an. In unmittelbarer Umgebung befindet sich eine Fülle an Restaurants und weiterer Unterhaltungsmöglichkeiten. 

## Geschichte
Auf dem Gelände des heutigen Newport Centers fand im Jahre 1953 ein Jamboree der Boy Scouts of America statt. Allein 50.000 Pfadfinder aus allen 48 US-Bundesstaaten sowie Alaska, Hawaii und 16 weiteren Ländern nahmen daran teil. Eine in der Nähe verlaufende Straße wurde später in Erinnerung an dieses Ereignis Jamboree Road getauft.

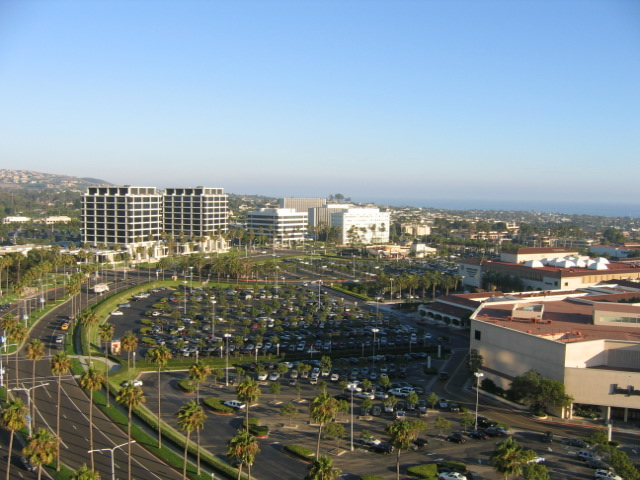
Blick über das Fashion Island

Anfang der 1960er-Jahre begann die ortsansässige Irvine Company mit den Planungen zum Bau des Newport Centers. Es sollte vornehmlich ein Geschäftsviertel mit Büros, Läden und Restaurants entstehen. Als Standort wählte man ein Areal auf der sogenannten Irvine Ranch, einem großen Landbesitz des Unternehmens. Bei den Grabungsarbeiten stieß man auf die Überreste eines versteinerten Walds. 
Die ersten Bauwerke wurden im Internationalen Stil errichtet. Für die Gebäudegestaltung zeichneten die bekannten Architekten William Pereira und Welton Becket verantwortlich. Im Jahre 1967 öffnete schließlich das Fashion Island, ein großes Einkaufszentrum, seine Pforten. Der 1972 errichtete Sitz des Unternehmens Pacific Life am Newport Center Drive gilt als ein herausragendes Beispiel des Futurismus in der Architektur. 
In der Folgezeit hat sich das Newport Center zu einem belebten Einkaufs- und Geschäftszentrum in Newport Beach entwickelt, das weit über die Grenzen des Orange County hinaus eine hohe Anziehungskraft ausstrahlt.